# 소울 케이크

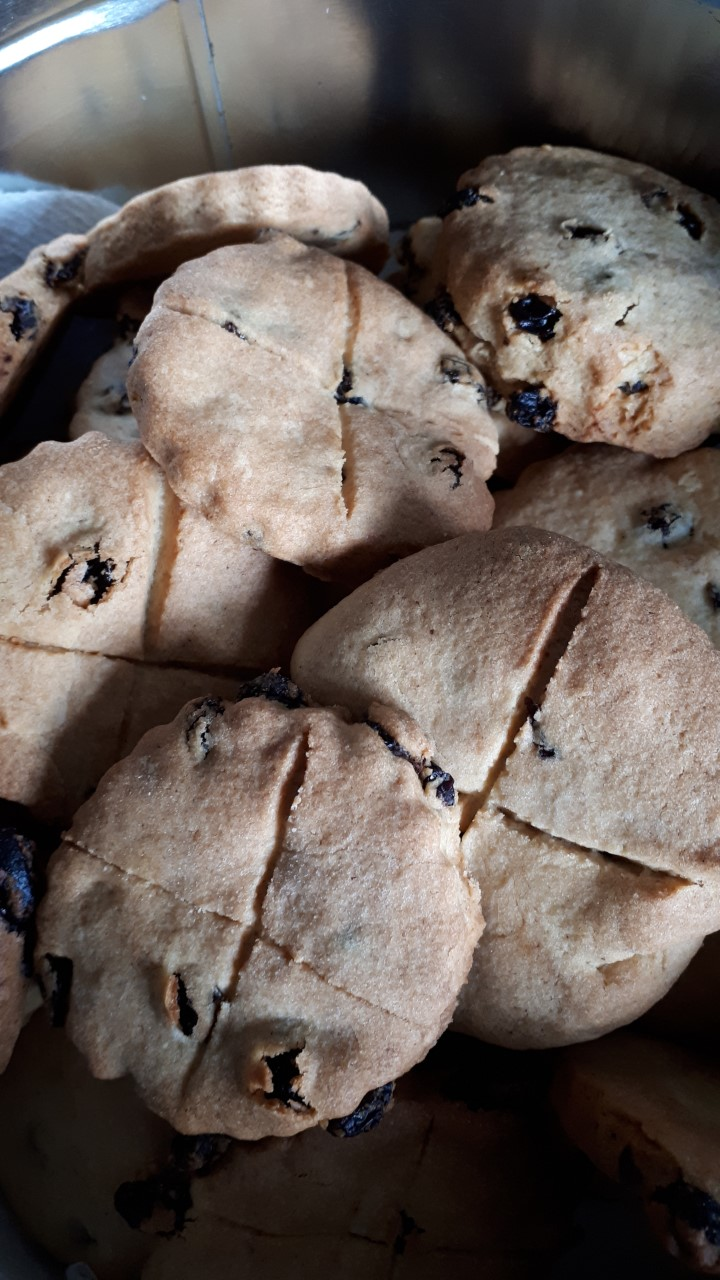

소울 케이크(Soul cake)는 위령의 날을 축하하기 위해 만든 둥근 모양의 케이크이다.
전통적으로 많은 기독교 전통에서 죽은 자를 추모하기 위해 할로윈, 모든 성인의 날 및 위령의 날을 위해 만들어진 작은 둥근 케이크(단 맛이 나는 쇼트브레드 비스킷과 모양과 질감이 더 비슷하지만)이다. 종종 간단히 영혼이라고 불리는 이 케이크는 올할로타이드(Allhallowtide) 기간 동안 집집마다 다니며 "주는 자와 그들의 친구들의 영혼을 위해" 기도를 하는 소울러(주로 어린이와 가난한 사람들로 구성됨)에게 나누어준다. 특히 죽은 친척의 영혼은 연옥에 있다고 생각된다. 영국에서의 관행은 중세 시대로 거슬러 올라가 1930년대까지 계속되었다. 셰필드와 체셔에서는 관습이 현대까지 이어졌다. 랭커셔와 영국 북동부에서는 소울 케이크가 얇은 파킨의 일종인 하케익스(Harcakes)로 알려졌다.
소울 케이크를 주고 먹는 관행은 오늘날 포르투갈과 같은 일부 국가에서 계속되고 있다. 다른 나라에서는 트릭 오어 트릿(trick-or-treating: "과자를 안 주면 장난칠 거예요") 관행의 기원으로 간주한다. 미국의 일부 교회는 올할로타이드(Allhallowtide) 기간 동안 사람들을 초대하여 과자를 받고 "친구, 친척 또는 애완 동물의 영혼을 위해 기도"하겠다고 제안했다. 가톨릭 신자들과 루터교도들 사이에서 일부 교구민들은 분배되기 전에 신부의 축복을 받은 소울 케이크를 가지고 있다. 그 대가로 아이들은 특별히 성스러운 영혼을 위해 기도하는 달인 11월 한 달 동안 주는 사람의 돌아가신 친척들의 영혼을 위해 기도할 것을 약속한다. 남은 소울 케이크는 나눠주는 가족들이 나누거나 가난한 사람들에게 나누어 준다.